# 66B busz (Budapest)
A budapesti 66B jelzésű autóbusz a Határ út metróállomás és Soroksár, BILK között közlekedik, a 66-os busz kiegészítő járataként. A viszonylatot az ArrivaBus üzemelteti. Munkanapokon a Boráros tér felől érkező második 224-es busz Pesterzsébet felsőtől 66B jelzéssel a BILK-ig közlekedik tovább.

## Története
2007. július 1-jétől a 66-os busz egyes menetei – szintén 66-os jelzéssel – betértek Soroksár, BILK-hez. 2015. április 1-jétől ezek a menetek 66B jelzéssel közlekednek.
2019. április 8-ától munkanapokon egész nap közlekedett a szünetelő 66E busz pótlása miatt, továbbá nem érinti a Hold utca megállóhelyet.
2021. augusztus 21-étől hétvégente és ünnepnapokon, valamint 2024. február 12-étől munkanapokon 20 óra után az autóbuszokra kizárólag az első ajtón lehet felszállni, ahol a járművezető ellenőrzi az utazási jogosultságot.

## Járművek
2015 novemberéig a BKV Ikarus 280-as és Van Hool AG300 buszai közlekedtek a vonalon.  November 1-jétől a viszonylaton a VT-Arriva (2021-től ArrivaBus néven) Mercedes-Benz Conecto G típusú autóbuszai közlekednek.

## Útvonala
| Soroksár, BILK felé |
| Határ út M vá. – Határ út – Mártírok útja – Kossuth Lajos utca – Szent Imre herceg utca – Ferenc utca – Topánka utca – Baross utca – Határ út – Helsinki út – felüljáró – Grassalkovich út – felüljáró – Ócsai út – BILK, Forgalmas utca – Európa utca – Soroksár, BILK vá.           |
| Határ út felé |
| Soroksár, BILK vá. – BILK belső út – Európa utca – Forgalmas utca – Központi raktárak, bekötőút – Ócsai út – felüljáró – Grassalkovich út – Helsinki út – Határ út – Baross utca – Topánka utca – Szent Erzsébet tér – Kossuth Lajos utca – Mártírok útja – Határ út – Határ út M vá. |

## Megállóhelyei
Az átszállási kapcsolatok között a Határ út metróállomás és Soroksár, központi raktárak között azonos útvonalon közlekedő 66-os busz nincs feltüntetve.
| 0  |                                    | Határ út M végállomás                             | 38                                                                 | 66E, 84E, 89E, 94E, 99, 123, 123A, 142E, 194, 194B, 294E 42, 50, 52 626, 628, 629, 660 1080, 1110       | Autóbusz-állomás, Metróállomás, Shopmark bevásárlóközpont    |
| 1  | Mészáros Lőrinc utca               | 35                                                | 123, 123A 52                                                       | |                                                              |
| 4  | Nagykőrösi út / Határ út           | 34                                                | 54, 55, 66E, 84E, 89E, 94E, 123, 123A, 148, 254E, 255E, 294E 3, 52 | |                                                              |
| 6  | Mártírok útja / Határ út           | 31                                                | 123, 123A, 148 3, 52                                               | |                                                              |
| 7  | Szigligeti utca                    | 30                                                | 123, 123A, 148                                                     | |                                                              |
| 8  | Kossuth Lajos utca / Mártírok útja | 29                                                | 123, 123A, 148                                                     | |                                                              |
| 10 | Tátra tér                          | 27                                                | 148, 224, 224E 2B, 51, 52                                          | Piac |                                                              |
| 11 | Szent Erzsébet tér                 | 26                                                | 35, 148, 224                                                       | Budapest-Pestszenterzsébeti Szent Erzsébet Főplébánia                                                   |                                                              |
| 13 | Ady Endre utca (Topánka utca)      | 25                                                | 35, 119, 148, 166, 223E, 224, 224E 2B, 51, 52                      | MOL benzinkút, Gaál Imre Galéria                                                                        |                                                              |
| 14 | Pesterzsébet, városközpont         | 23                                                | 35, 66E, 119, 148, 166, 223E, 224, 224E                            | Pesterzsébeti Polgármesteri Hivatal, Penny Market, Interspar hipermarket, McDonald’s étterem            |                                                              |
| 16 | János utca                         | 21                                                | 224E                                                               | Nagy László Általános Iskola és Gimnázium, Spar áruház                                                  |                                                              |
| 17 | Határ út (↓) Baross utca (↑)       | 20                                                | 119, 166, 223E 2B, 3, 51                                           | |                                                              |
| 19 | 0                                  | Pesterzsébet felső H vonalközi induló végállomás  | 19                                                                 | 224, 224E 626, 627, 628, 629, 630, 631, 632, 635, 636, 650, 653, 654, 655, 659, 660, 661 1080, 1110     | HÉV-állomás, Gubacsi úti lakótelep                           |
| 20 | 1                                  | Csepeli átjáró                                    | 18                                                                 | 119, 151, 166                                                                                           | Pesterzsébeti Sós-jódos Gyógy- és Strandfürdő                |
| 21 | 2                                  | Pesterzsébet vasútállomás                         | 16                                                                 | 119, 151, 166 630, 631, 632, 635, 636, 650, 653, 654, 655, 659, 661                                     | Pesterzsébet, Pesterzsébeti Jégcsarnok, Pesterzsébeti Uszoda |
| 23 | 4                                  | Torontál utca H                                   | 14                                                                 | 66E, 166                                                                                                | HÉV-állomás                                                  |
| 25 | 6                                  | Festékgyár                                        | 12                                                                 | 66E, 166 627, 630, 631, 632, 635, 636, 650, 653, 654, 655, 659, 661                                     |                                                              |
| 26 | 7                                  | Soroksár felső H                                  | 11                                                                 | 66E, 135, 166                                                                                           | HÉV-állomás                                                  |
| 27 | 8                                  | Tárcsás utca                                      | 9                                                                  | 135, 166                                                                                                |                                                              |
| 29 | 10                                 | Soroksár, Hősök tere H                            | 8                                                                  | 66E, 135, 166 626, 627, 628, 629, 630, 631, 632, 635, 636, 650, 653, 654, 655, 659, 660, 661 1080, 1110 | HÉV-állomás                                                  |
| 31 | 12                                 | Zsellér dűlő                                      | 6                                                                  | 66E, 135 626, 627, 628, 629, 630, 631, 632, 635, 636                                                    |                                                              |
| 32 | 13                                 | Ócsai úti felüljáró                               | 5                                                                  | 66E 630, 631, 632, 635, 636                                                                             |                                                              |
| 33 | 14                                 | Polimer                                           | 4                                                                  | 66E |                                                              |
| 35 | 16                                 | BILK bekötőút (↓) Soroksár, központi raktárak (↑) | 3                                                                  | 66E 626, 627, 628, 629, 630, 631, 632, 635, 636                                                         | Központi raktárak                                            |
| 36 | 17                                 | MNB                                               | 2                                                                  | 66E | Magyar Nemzeti Bank telephely                                |
| ∫  | ∫                                  | BILK, DF épület                                   | 1                                                                  | 66E |                                                              |
| 38 | 19                                 | Soroksár, BILK végállomás                         | 0                                                                  | 66E | BILK logisztikai központ                                     |